# Fritz Weber (Fußballspieler)
Fritz Weber (* 10. Januar 1931; † 1989) war ein deutscher Fußballtorwart.

## Karriere
Fritz Weber spielte in der Saison 1949/50 in der Zonenliga Süd, 1950/51 in der Oberliga Süd und von 1951 bis 1958 in der II. Liga Süd beim FC Singen 04. Anschließend wechselte er zum SC Schwenningen in die I. Amateurliga Württemberg (von 1958 bis 1960) bzw. Schwarzwald-Bodensee-Liga (1960/61). Von 1961 bis 1963 lief er für den SC Südstern Singen, ebenfalls in der Schwarzwald-Bodensee-Liga, auf und wechselte für die Saison 1963/64 wieder zurück zum FC Singen, der inzwischen auch in die Schwarzwald-Bodensee-Liga abgestiegen war. Ab 1964 spielte er für den FC Villingen in der Schwarzwald-Bodensee-Liga, mit dem er 1966 in die Regionalliga Süd aufstieg und anschließend seine Karriere beendete.
In der Oberliga-Saison 1950/51 bestritt Fritz Weber 20 Spiele für den FC Singen. In den Spielzeiten 1963/64 und 1964/65 stand er auch im Tor der Amateur-Auswahl des Südbadischen Fußballverbandes (insgesamt 6 Einsätze).